# One World Trade Center
Het One World Trade Center (eerder bekend als Freedom Tower) is een wolkenkrabber in New York die met zijn hoogte van 541 meter het hoogste gebouw van het Amerikaanse continent is. Het in Lower Manhattan gesitueerde kantoorgebouw is het op zes na hoogste gebouw ter wereld en is onderdeel van het nieuwe World Trade Center.
De naam verwijst naar de wolkenkrabber One World Trade Center (ook wel North Tower genoemd) van het oorspronkelijke World Trade Center, dat verwoest werd tijdens de terroristische aanslagen op 11 september 2001. De bouw van het One World Trade Center startte op 27 april 2006 en de opening vond plaats op 3 november 2014 met het intrekken van de grootste huurder, uitgever Condé Nast. Het gebouw is ontwikkeld door de Port Authority of New York and New Jersey en wordt beheerd door The Durst Organization.
De hoogte van het One World Trade Center tot de top bedraagt 546 meter, maar de zogenaamde architectonische hoogte, waarbij wel de spits maar niet de zich daar nog boven bevindende bliksemafleider wordt meegerekend, bedraagt een symbolische 1776 voet of omgerekend 541 meter. Die hoogte verwijst naar het jaar 1776, waarin de Amerikaanse Onafhankelijkheidsverklaring werd ondertekend. De bovenste verdieping van het One World Trade Center heeft het nummer 104, maar in werkelijkheid zijn er 94 bovengrondse verdiepingen; in de nummering zijn namelijk tien cijfers overgeslagen. Naast 94 bovengrondse verdiepingen telt het One World Trade Center een vijftal ondergrondse verdiepingen.
De periode voorafgaand aan de bouw ging gepaard met getouwtrek over wat er met het terrein van de voormalige Twin Towers moest gebeuren, en nadat was besloten dat er een nieuwe wolkenkrabber moest komen, vonden er in het ontwerp enkele revisies plaats. Het uiteindelijke ontwerp kwam van het architectenbureau Skidmore, Owings and Merrill onder leiding van hoofdarchitect David Childs.

## Geschiedenis

### Voorgeschiedenis
In 1973 werd op de huidige locatie van het One World Trade Center het originele World Trade Center geopend, maar nog geen dertig jaar later, op 11 september 2001, werd dit gehele complex vernietigd door een terroristische aanslag, waarbij twee passagiersvliegtuigen de twee belangrijkste torens van het complex, bijgenaamd de Twin Towers, doorboorden. De huidige locatie van het One World Trade Center werd destijds ingenomen door het Six World Trade Center, dat werd gesloopt vanwege de grote schade die het tijdens de aanslagen had opgelopen. Minder dan twee maanden voor de vernietiging van het complex sloot vastgoedhandelaar Larry Silverstein een contract met de bezitter van de grond, de Port Authority of New York and New Jersey, om het complex voor een periode van 99 jaar te huren.
Hoewel het complex niet meer bestond moest Silverstein ook na de vernietiging van de gebouwen nog huur over de grond betalen. Silverstein gaf een week na de aanslagen aan dat hij graag nieuwe wolkenkrabbers op die grond zag. De bevolking van New York raakte echter sterk verdeeld over de toekomst van de plek; een deel vond dat er nieuwe al dan niet hogere gebouwen moesten komen en een ander deel zag het als gewijde grond en wilde dat er een sober gedenkteken zou komen. In november 2001 richtte Rudy Giuliani, de burgemeester van New York, samen met de gouverneur van de staat New York, George Pataki, de Lower Manhattan Development Corporation (LMDC) op. Dit overheidsorgaan moest samen met de Port Authority beslissen wat er met het terrein zou gebeuren. Tijdens het daaropvolgende proces ontving gouverneur Pataki veel kritiek omdat hij zowel in de LMDC als in de Port Authority een aandeel van 50% had. Volgens critici zou hij die macht voornamelijk hebben gebruikt voor zijn verkiezingscampagne. Ook de huurder van de grond, Silverstein, was belangrijk in het proces en ontving van zijn verzekeraars een uitbetaling van 3,5 miljard dollar voor de schade. Silverstein ging echter naar de rechter, omdat de verzekeraars de aanslagen zagen als één gebeurtenis terwijl hij van mening was dat het twee losstaande gebeurtenissen waren om zodoende zijn uitbetaling te verdubbelen. Toen eind 2001 de burgemeesterstermijn van Giuliani afliep, stelde hij in zijn afscheidsspeech dat hij zelf vond dat het terrein geen plaats van economische ontwikkeling mocht worden, maar dat het gehele terrein een gedenkteken zou moeten worden.
Snel na de aanslag werd de bouw van het 7 World Trade Center gestart. Dit kon zo snel doordat alleen de Port Authority, de LMDC en Silverstein over de nieuwbouw konden beslissen. Over het herbouwen van de rest van het complex hadden echter naast de Port Authority, de LMDC en Silverstein ook elf lokale, vijf provinciale en negen federale organisaties inspraak. Uit vergaderingen tussen de organisaties bleek dat de meningen hopeloos verdeeld waren; sommige organisaties wilden nieuwe wolkenkrabbers, andere alleen een gedenkteken en weer andere een exacte herbouw van de originele Twin Towers. Ook de New Yorkse bevolking was nog steeds erg verdeeld over de kwestie. Om toch de ontwikkeling op gang te laten komen schakelde de LMDC het architectenbureau Beyer Blinder Belle in om de gebruiksmogelijkheden van de grond te onderzoeken. In juli 2002 werd er een vergadering met ruim 4500 New Yorkse burgers georganiseerd om te kijken wat zij van de gemaakte ontwerpen vonden. Veel mensen en organisaties vonden de ontwerpen niet voldoen, waarop de LMDC tijdens een spoedvergadering besloot om een wedstrijd voor architectenbureaus uit te schrijven. Er werden wel richtlijnen bepaald waaraan de ontwerpen dienden te voldoen; zo moest het gebouw of symbool bijvoorbeeld hoog genoeg zijn en de fundering van de originele Twin Towers moesten onbebouwd blijven.
In december 2002 werden de zeven finalisten van de wedstrijd aan het publiek gepresenteerd, waarbij het ontwerp van Daniel Libeskind en dat van een team bestaande uit onder anderen Rafael Viñoly het positiefst werden ontvangen. Het ontwerp van Libeskind omvatte een wolkenkrabber met een hoogte van 541 meter, enkele andere gebouwen en twee parken, het "park van helden" en de "wieg van licht". Het ontwerp van Viñoly was compleet anders en hield twee constructies bestaande uit balken in, die het ontbreken van de Twin Towers zouden benadrukken. Beide architecten voerden hard campagne en uiteindelijk koos de LMDC het ontwerp van het team van Viñoly. Gouverneur Pataki prefereerde echter het ontwerp van Libeskind. Hij legde de keuze van de LMDC naast zich neer en benoemde, tegen Silversteins wil in, Libeskind tot hoofdplanner.

### Ontwerp door Libeskind en Childs
Toen Libeskind als hoofdplanner was gekozen, wilde hij ook de ontwerper worden van het gebouw, maar volgens de LMDC was dat onverstandig aangezien hij geen ervaring had met het ontwerpen van wolkenkrabbers. Hij ging uiteindelijk samenwerken met de door Silverstein gekozen architect David Childs van het architectenbureau Skidmore, Owings and Merrill. Childs had wél eerder wolkenkrabbers ontworpen en had in opdracht van Silverstein al een ontwerp gemaakt. Op 19 december 2003 werd in de Federal Hall in Lower Manhattan een model van de "toekomstige" Freedom Tower onthuld. Het enige wat nog over was van Libeskinds oorspronkelijke ontwerp was de torenspits en de symbolische hoogte van 1776 voet. Ook werd bekendgemaakt dat het gebouw 70 verdiepingen zou gaan tellen en dat het gebouw in 2008 of 2009 zou worden geopend. Ruim een half jaar nadat het model werd getoond, werd op 4 juli 2004, Independence Day, de hoeksteen van de toekomstige Freedom Tower onthuld en geplaatst. Bij de plechtigheid waren naast de architecten ook Silverstein en Pataki aanwezig. Hoewel het de bedoeling was dat na de ceremonie de bouw van de toren definitief zou beginnen, was dat uiteindelijk niet het geval; het New York City Police Department stuurde een brief waarin stond dat het gebouw niet aan de veiligheidseisen voldeed. De Freedom Tower had volgens de politie namelijk een te hoog risico op aanslagen en door zijn ligging dicht bij een hoofdweg was er een groot risico op een autobom.
De brief betekende dat het gehele gebouw moest worden herontworpen aangezien het niet simpelweg kon worden verplaatst. De architecten begonnen nadat het project een tijdlang had stilgelegen in mei 2005 weer van begin af aan om het gebouw zo te ontwerpen dat het ook aan de veiligheidseisen voldeed, maar ditmaal was Libeskind echter helemaal niet meer bij het ontwerp betrokken. Om het ontwerp wél aan de veiligheidseisen te laten voldoen werd onder andere het onderste deel van het gebouw veranderd, zodat het van beton werd en daardoor bestendiger tegen explosies en inslagen. Tijdens de ontwerpfase had de rechter uitspraak gedaan over de na de aanslagen gestarte rechtszaak van Silverstein tegen een aantal verzekeraars. Hij wilde dat de aanslagen als twee losstaande gebeurtenissen werden beschouwd om zo tweemaal zoveel verzekeringsgeld te kunnen innen. Hoewel de rechter Silverstein in het gelijk stelde, ontving hij uiteindelijk 4,5 miljard dollar van de verzekeraars, in plaats van de beoogde 7 miljard. Ook had zich een andere cruciale verandering tijdens de ontwerpfase voorgedaan; de Port Authority werd de nieuwe ontwikkelaar van de Freedom Tower. De Port Authority wilde namelijk volledige zeggenschap over de bouwgrond en was bereid om de huur van Silverstein daarvoor te verlagen. Gouverneur Pataki had 14 maart 2006 als deadline gesteld voor die deal, maar de deadline werd niet gehaald. Uiteindelijk stuurde de Port Authority Silverstein een voorstel en Silverstein stemde daarmee in. Het voorstel hield in dat de Port Authority de enige ontwikkelaar werd van het One World Trade Center en het Five World Trade Center en dat Silverstein aan de andere kant aandelen ontving om de andere drie toekomstige gebouwen gedeeltelijk mee te bekostigen.

### Bouw

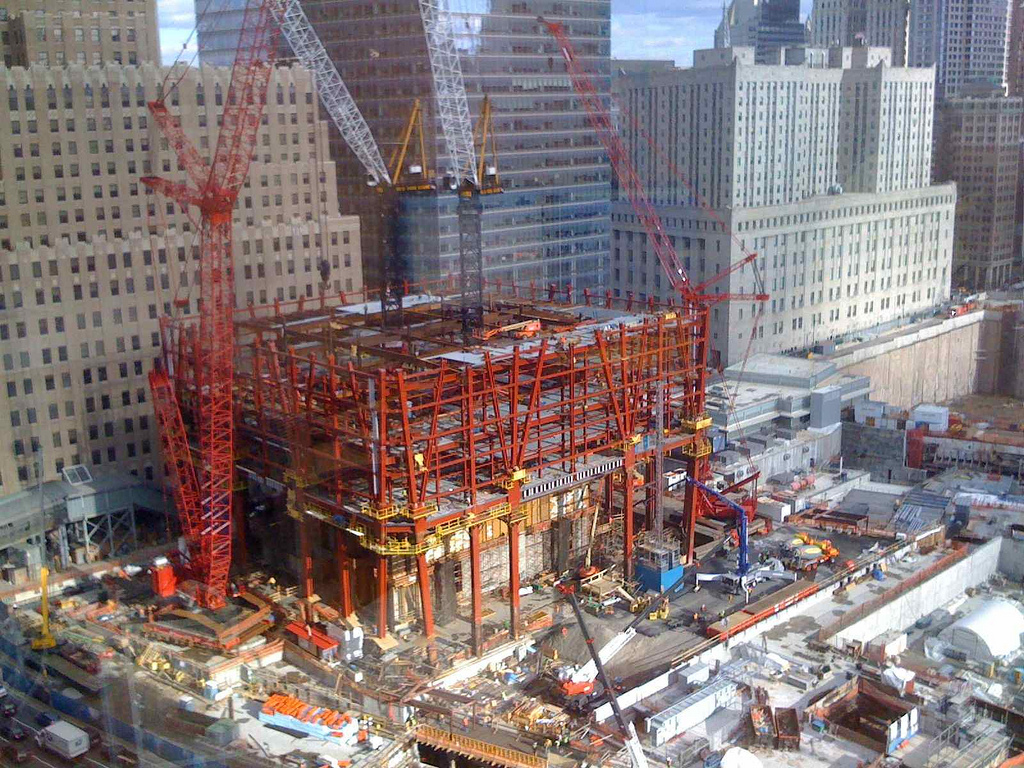
Fundering van One World Trade Center (december 2009). De foto is genomen voordat het exterieur met beton werd verstevigd.

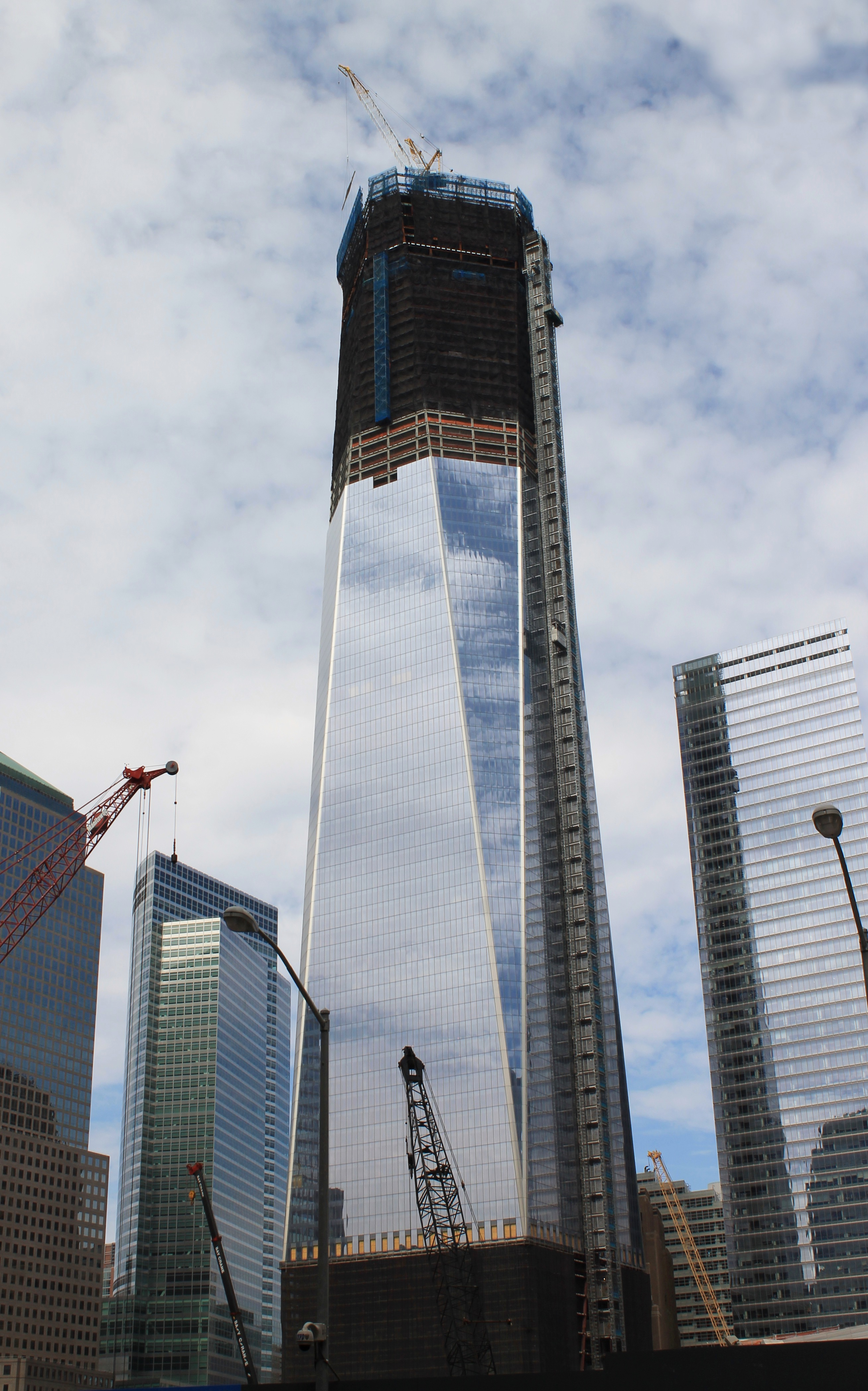
One World Trade Center (maart 2012), toen het hoogste punt nog niet was bereikt

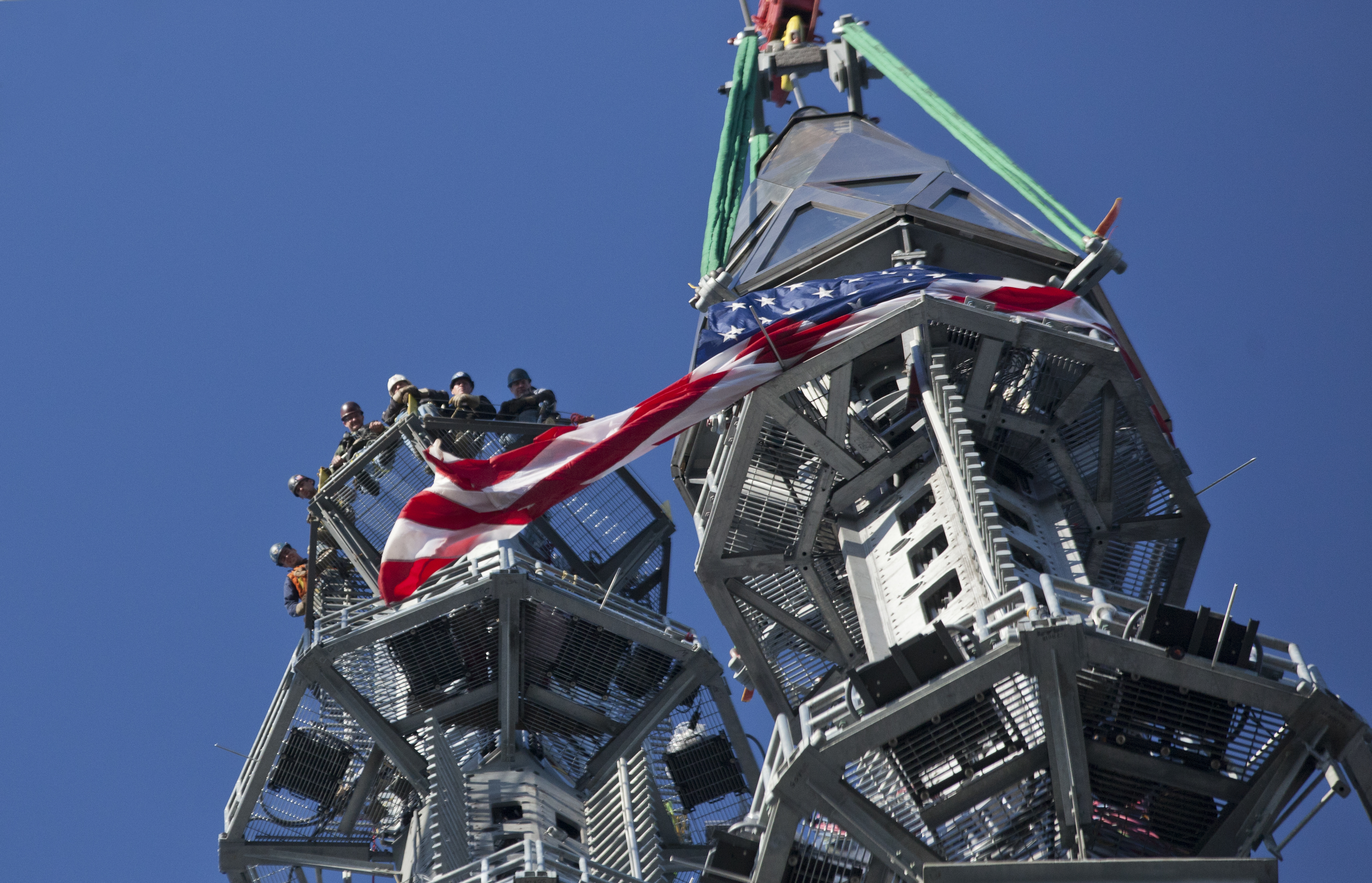
De top van de spits werd op zijn plaats gezet op 10 mei 2013. Foto genomen vanaf het dak van het One World Trade Center.

Door de deal raakte het proces in een stroomversnelling, omdat de Port Authority nu kon doen wat zij wilde. De bouw van de definitieve Freedom Tower, later hernoemd tot One World Trade Center, begon uiteindelijk op 27 april 2006 met een ceremonie, waar onder anderen gouverneur Pataki bij aanwezig was. De hoeksteen die zich door de verplaatsing op een geheel nutteloze plaats bevond werd op 23 juni 2006 onaangekondigd verwijderd om zo geen media-aandacht te trekken. De hoeksteen is uiteindelijk verplaatst naar het hoofdkantoor van de maker. Op 28 juni, twee maanden na de start van de bouw, werd een model van het uiteindelijk ontwerp onthuld door hoofdarchitect David Childs. Steven Plate kreeg de leiding over de bouw. In het begin van juli lag de bouw voor vier dagen stil door een staking van de bestuurders van de kranen. De regionale staking had volgens toezichthouder Angelo Sisco een kleiner effect doordat één dag een feestdag was waarop de arbeiders sowieso vrij zouden hebben gehad en het een andere dag stormde waardoor de werkzaamheden anders ook al zouden zijn stopgezet. Tijdens graafwerkzaamheden voor de fundering stuitte het bouwteam op een 17e-eeuws schip dat uiteindelijk werd weggehaald en overgebracht naar een museum.
Toen de fundering gereed was, werd op 19 december 2006 begonnen met de stalen constructie in bijzijn van gouverneur George Pataki en burgemeester Michael Bloomberg. Nabestaanden van de aanslagen hadden een paar dagen daarvoor de kans gekregen om op de eerste stalen balk een bericht te schrijven en om er foto's op te plakken. Bij de bouw werd als volgt te werk gegaan: bovenin maakten de staalwerkers nieuwe verdiepingen, gevolgd door betonwerkers die de betonnen vloeren goten, met daaronder de betonwerkers die de betonnen kern goten, en helemaal onderaan de bouwvakkers die het glas in het gebouw zetten. Toen de bouw op gang was gekomen, werd er zes dagen per week door 1.200 mensen gewerkt. Drie jaar na de start van de bouw op 26 maart 2009 maakte de Port Authority bekend dat de Freedom Tower voortaan als het "One World Trade Center" door het leven zou gaan. Die naamswijziging werd doorgevoerd wegens marketingredenen en stuitte op veel kritiek. Volgens tegenstanders van de naamswijziging ging de toren steeds meer op een normaal kantoorgebouw lijken.
In de winter van 2010–2011 werd begonnen met het installeren van het glas, maar New York werd geteisterd door een strenge winter met veel sneeuw. Daardoor lag de bouw van eind december tot februari grotendeels stil. Er werden mensen ingeschakeld om de sneeuw te ruimen. Toen in maart de bouw weer verderging was het gebouw halverwege zijn uiteindelijke hoogte, maar naarmate het One World Trade Center hoger werd kregen de bouwvakkers steeds meer last van de sterke wind. Niet alleen de bouwvakkers zelf hadden last van de wind, maar vooral ook de kranen die soms niet konden worden gebruikt wegens een te sterke wind. Later in het jaar, op 11 september 2011, exact tien jaar na de aanslagen, vond een uitgebreide herdenking plaats en werd het herdenkingsmonument geopend. Ook bereikte het One World Trade Center rond dat tijdstip een hoogte van 1.000 voet (circa 305 meter). Dat doel werd gesteld om bij de herdenking vooruitgang uit te stralen. In het volgende jaar, 2012, bleef de hoogte van het One World Trade Center groeien en op 30 april oversteeg het gebouw het Empire State Building, waarmee het One World Trade Center het hoogste gebouw van New York werd. Anderhalve maand later, op 14 juni, werd de bouwplaats bezocht door president Barack Obama en first lady Michelle Obama. Samen met Andrew Cuomo, gouverneur van de staat New York, Chris Christie, gouverneur van de staat New Jersey, en Michael Bloomberg, burgemeester van New York, zetten zij hun handtekening op een stalen balk die op 2 augustus 2012 aan het One World Trade Center werd bevestigd.
In dezelfde maand waarin de stalen balk met de handtekeningen van onder anderen Obama aan het One World Trade Center werd bevestigd, bereikte het gebouw op 30 augustus de hoogte van het dak van het oude World Trade Center. Twee maanden later, in oktober 2012, werd New York getroffen door de orkaan Sandy die aan bijna 300 mensen het leven kostte. Ook het One World Trade Center liep schade op: de kelder liep vol met 500 miljoen liter water. Hoewel constructiehoofd Steven Plate de burgemeester vertelde dat het wegpompen van het water tussen de twee en vier weken zou duren, duurde het uiteindelijk niet meer dan twee dagen. De bouw ging weer verder en op 9 december bereikte ook het betonteam de bovenste verdieping, waardoor kon worden begonnen met het installeren van de spits. De spits kwam met de boot aan en werd gedurende de late avond en de vroege nacht door Lower Manhattan getransporteerd met een escorte van de politie vanwege de grootte van het vervoer. Die nacht werden negen van de in totaal achttien delen van de spits naar de bouwplaats gebracht. Op 6 februari 2013 werden de liften geïnstalleerd. Daarvóór gingen de bouwvakkers op en neer met externe liften die later werden afgebroken. Op 10 mei bereikte het One World Trade Center uiteindelijk zijn top door de installatie van het laatste deel van zijn spits. Na die datum werd er vooral gewerkt aan het interieur van het gebouw. De bouw van het One World Trade Center duurde in zijn totaliteit ruim acht jaar en kostte 3,9 miljard dollar. Dat is bijna één miljard dollar meer dan eerder gedacht en het is daarmee een van de duurste gebouwen ooit gebouwd.

### Opening
Op maandag 3 november 2014 werd het One World Trade Center zonder enige ceremonie geopend met het intrekken van de huurder Condé Nast, die er haar hoofdkantoor heeft. Op die datum trokken er echter pas 175 van de geplande 3.400 werknemers van het bedrijf in; de verhuizing zou namelijk volgens planning tot januari of februari 2015 duren. De opening verliep echter niet geheel vlekkeloos; er werden vele ratten aangetroffen in het kantoor van Vogue met als gevolg dat onder anderen hoofdredactrice Anna Wintour het kantoor weigerde te betreden. Ook deed zich ongeveer een week na de opening een incident voor toen een kabel van het bakje van de glazenwassers losschoot waardoor twee glazenwassers vast kwamen te zitten. Ze werden uiteindelijk ter hoogte van de 68e verdieping gered, waarbij de brandweer een ruit van het gebouw opensneed.
Het observatorium, One World Observatory, werd op 29 mei 2015 geopend middels een ceremonie waarbij een lintje werd geknipt. Voorafgaand aan de opening van het observatorium werd daar op 20 mei eenmalig het ochtendprogramma CBS This Morning uitgezonden.

## Ligging

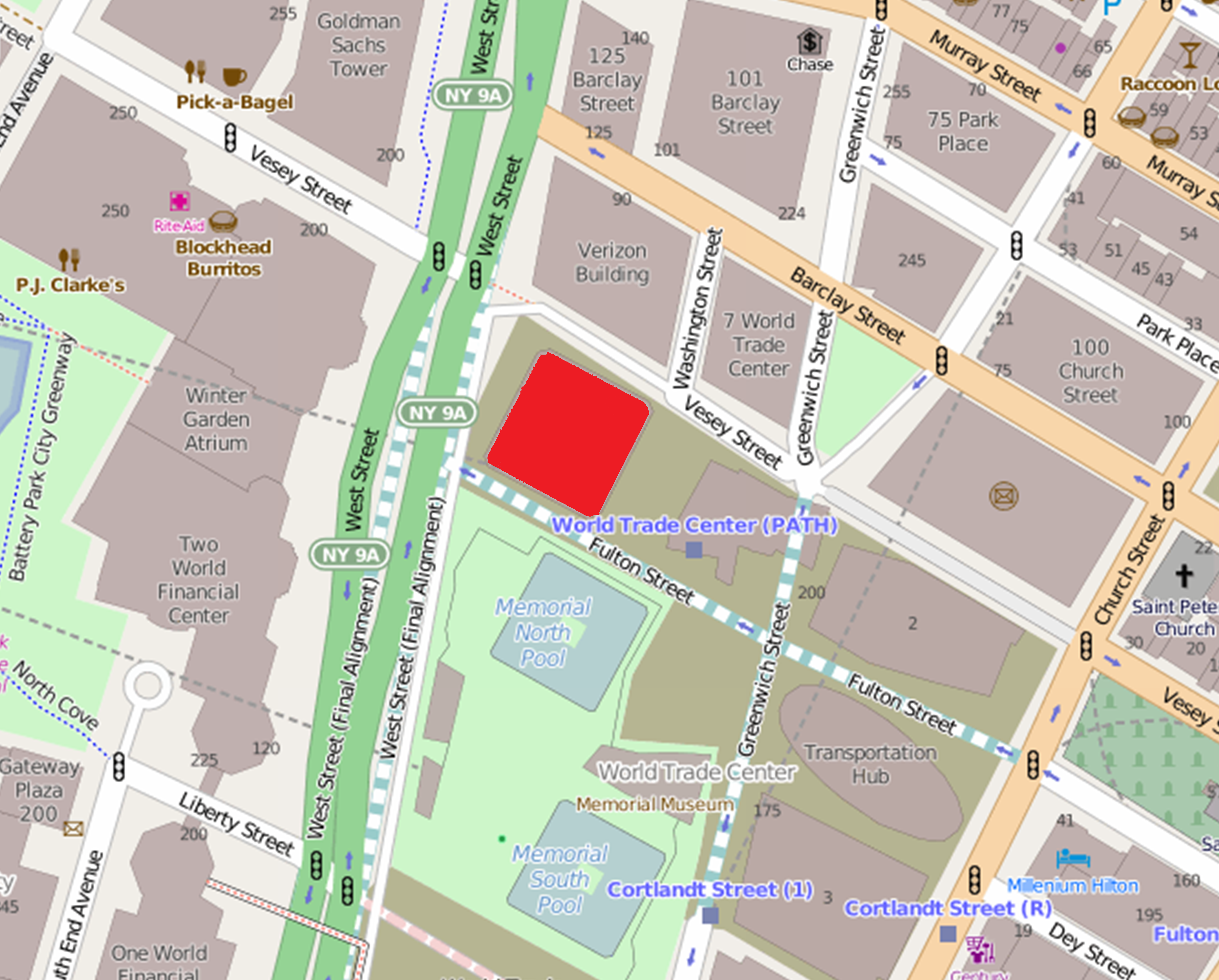
One World Trade Center (rood) op een kaartje van de directe omgeving (klik op de kaart voor vergroting)

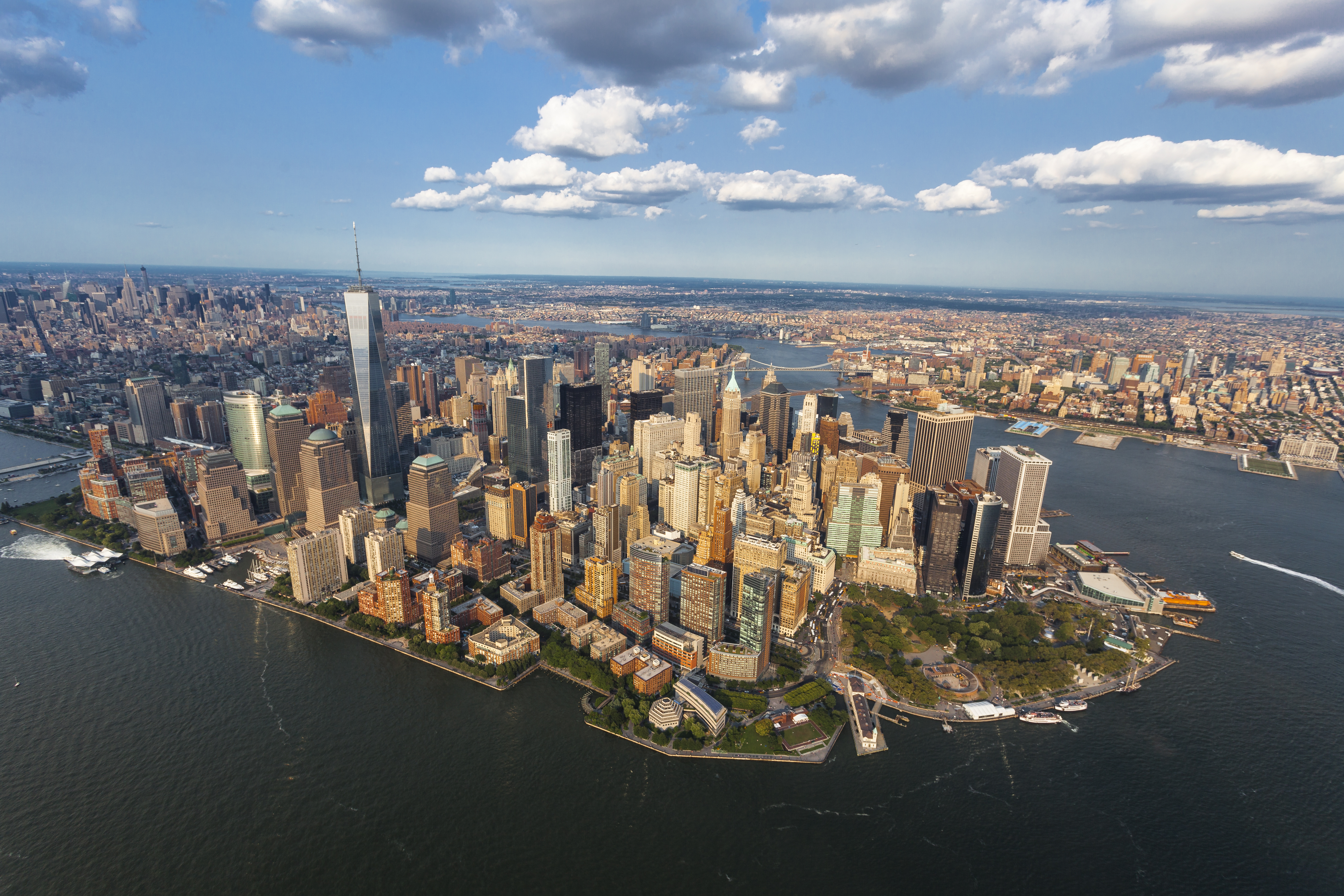
One World Trade Center (links van het midden) op een luchtfoto van Lower Manhattan

Het One World Trade Center maakt deel uit van het WTC-complex in het financiële hart van Lower Manhattan. Binnen het WTC-complex bevindt het gebouw zich in de noordwesthoek, ten noorden van het herdenkingsmonument en -museum ter nagedachtenis aan de slachtoffers van de aanslagen op 11 september 2001. De toren wordt beginnend bij het noorden met de klok mee omsloten door Vesey Street, het toekomstige Performing Arts Center, Fulton Street en West Street. Fulton en Vesey Street zijn niet toegankelijk voor onbevoegde voertuigen en het bestemmingsverkeer wordt om veiligheidsredenen gecontroleerd vóór het betreden van de straten. Het adres is 285 Fulton Street. In de directe omgeving van het gebouw bevinden zich onder andere Liberty Park, Brookfield Place, Wall Street, Trinity Church, het stadhuis en het Woolworth Building. Ook bevindt het gebouw zich minder dan 400 meter ten oosten van de Hudson.
Het One World Trade Center is ook bereikbaar met de metro. Het metrostation World Trade Center diende als eindstation van de metrolijnen Newark–World Trade Center en Hoboken-World Trade Center, beide in het beheer van PATH. Het metrostation werd volgens planning op 3 maart 2016 vervangen door een nieuw station: de World Trade Center Transportation Hub. Naast beide lijnen van PATH stoppen hier ook metro's van elf metrolijnen van de New York City Subway: de lijnen A, C, E, J/Z, R, 1, 2, 3, 4 en 5. De lobby van het One World Trade Center en het metrostation zijn verbonden via een ondergrondse doorgang met winkels die doorloopt tot de Battery Park City Ferry Terminal.

## Architectuur

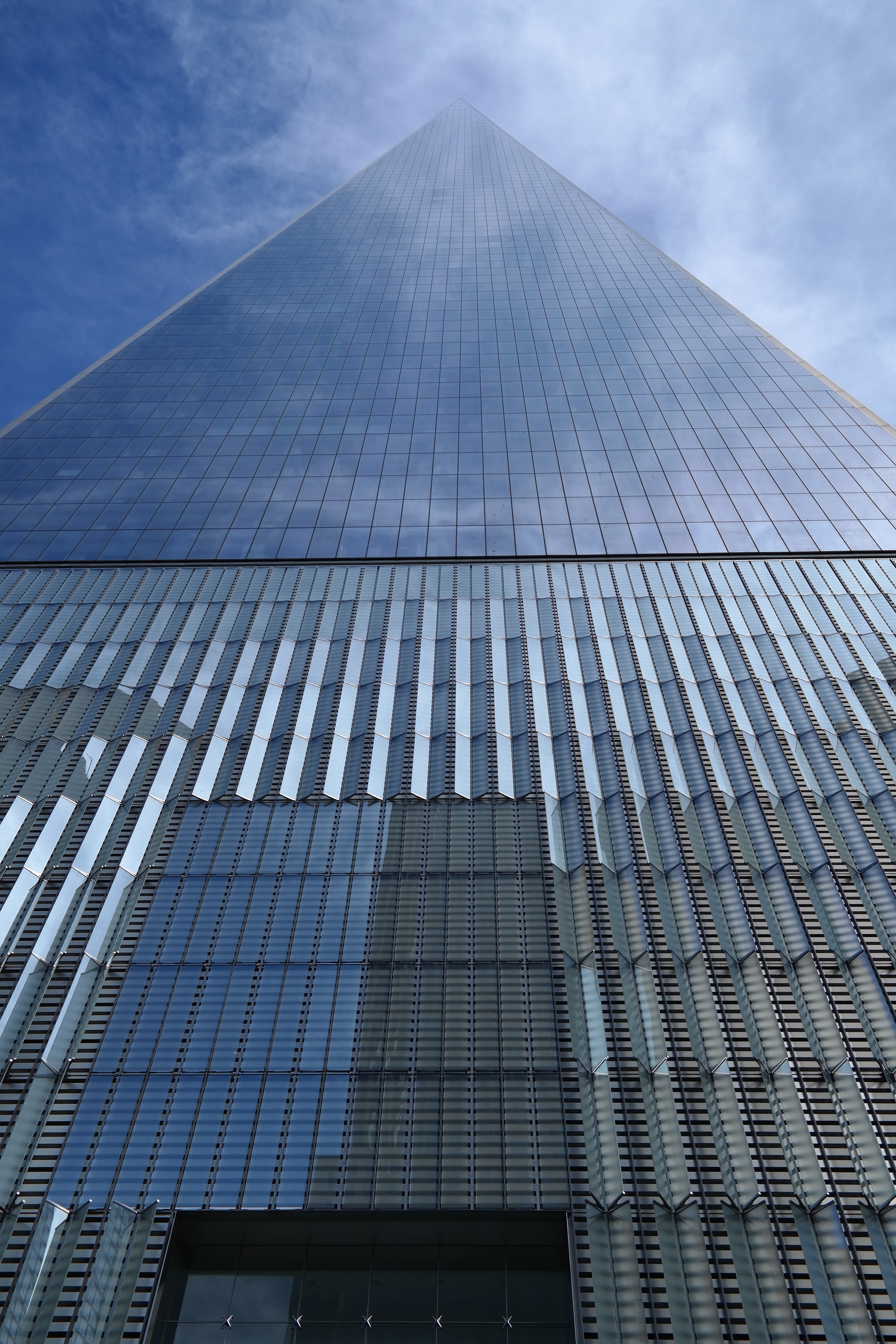
Omhoogkijkend vanaf straatniveau

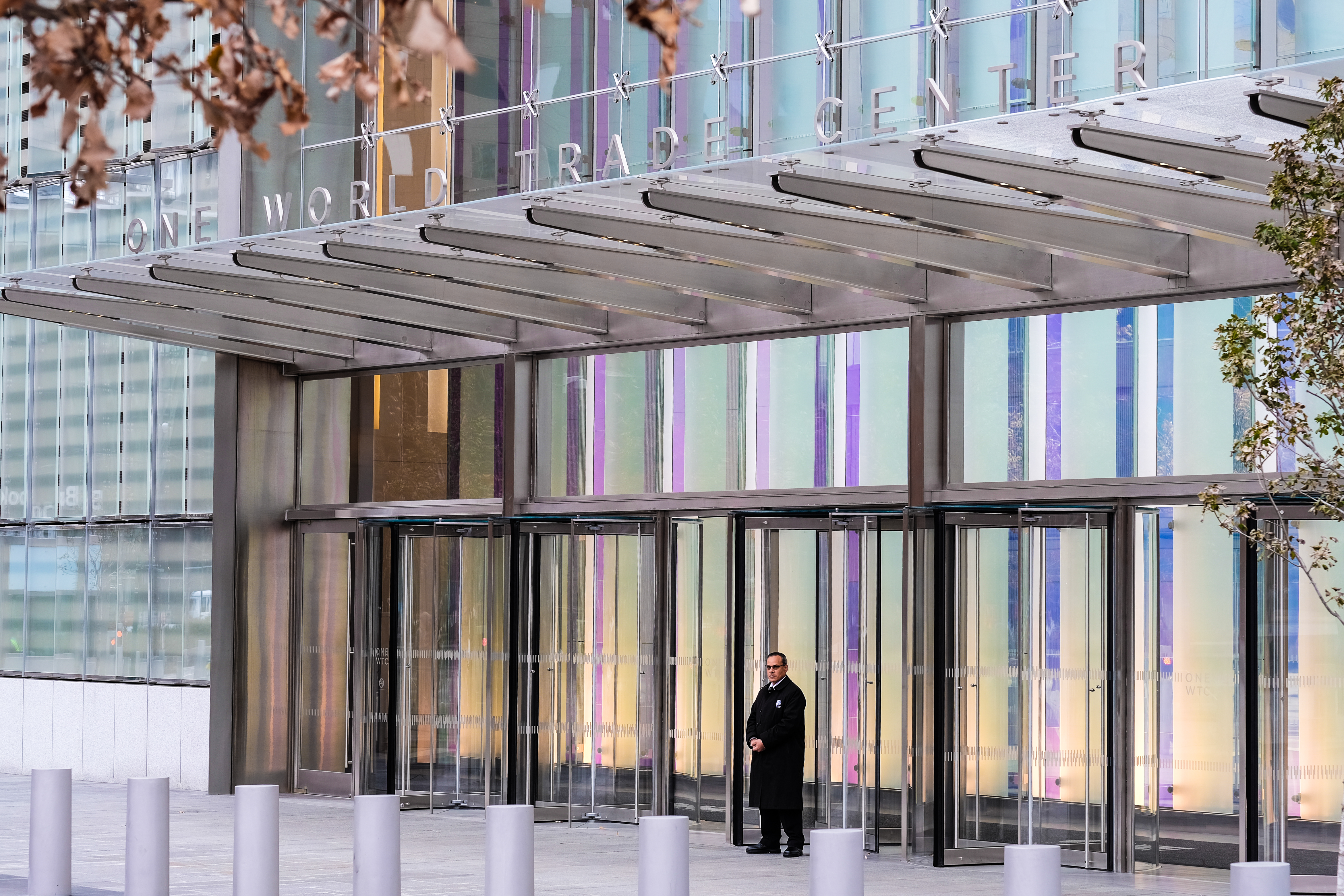
Hoofdingang

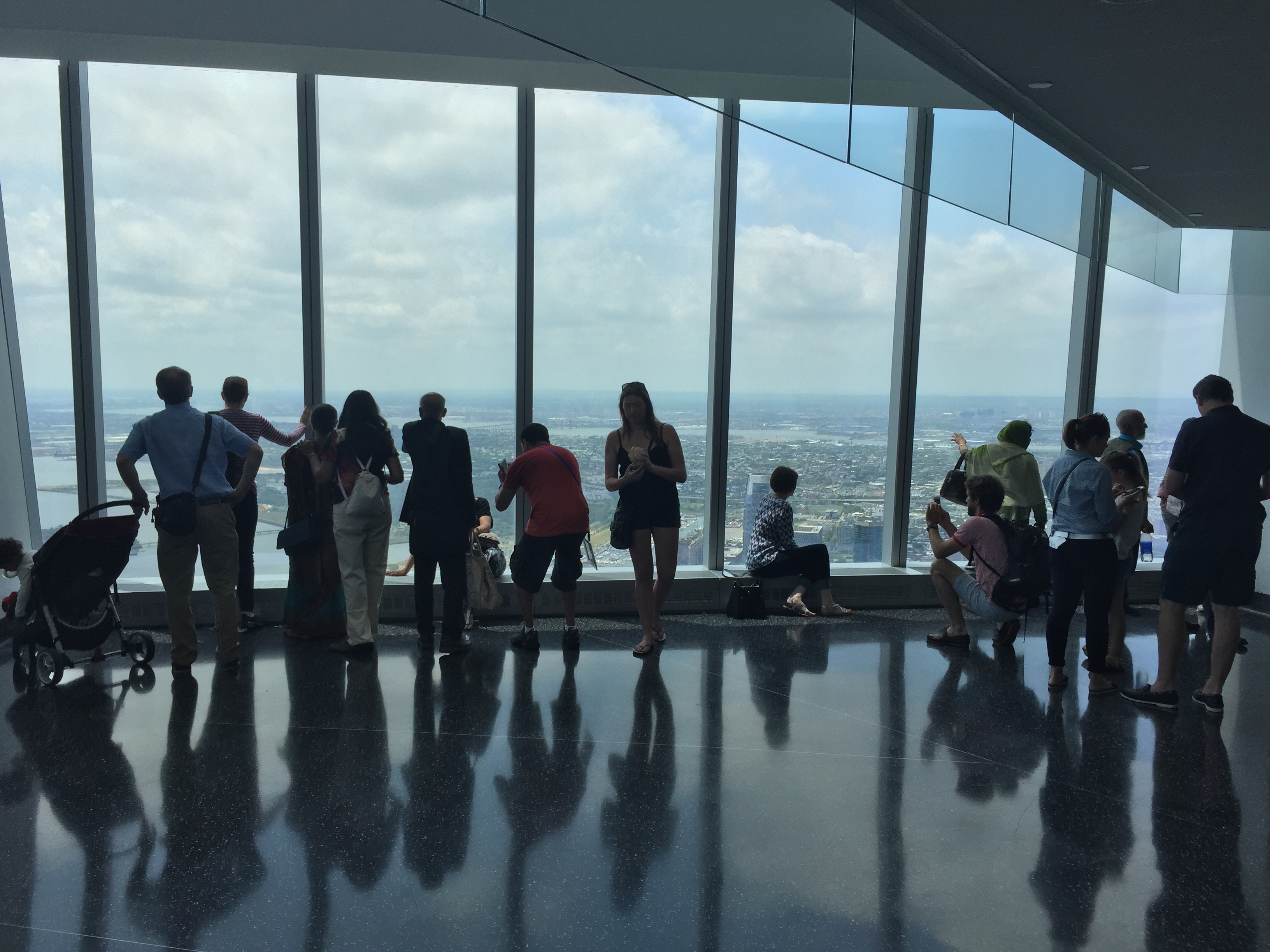
Observatorium (mei 2015)

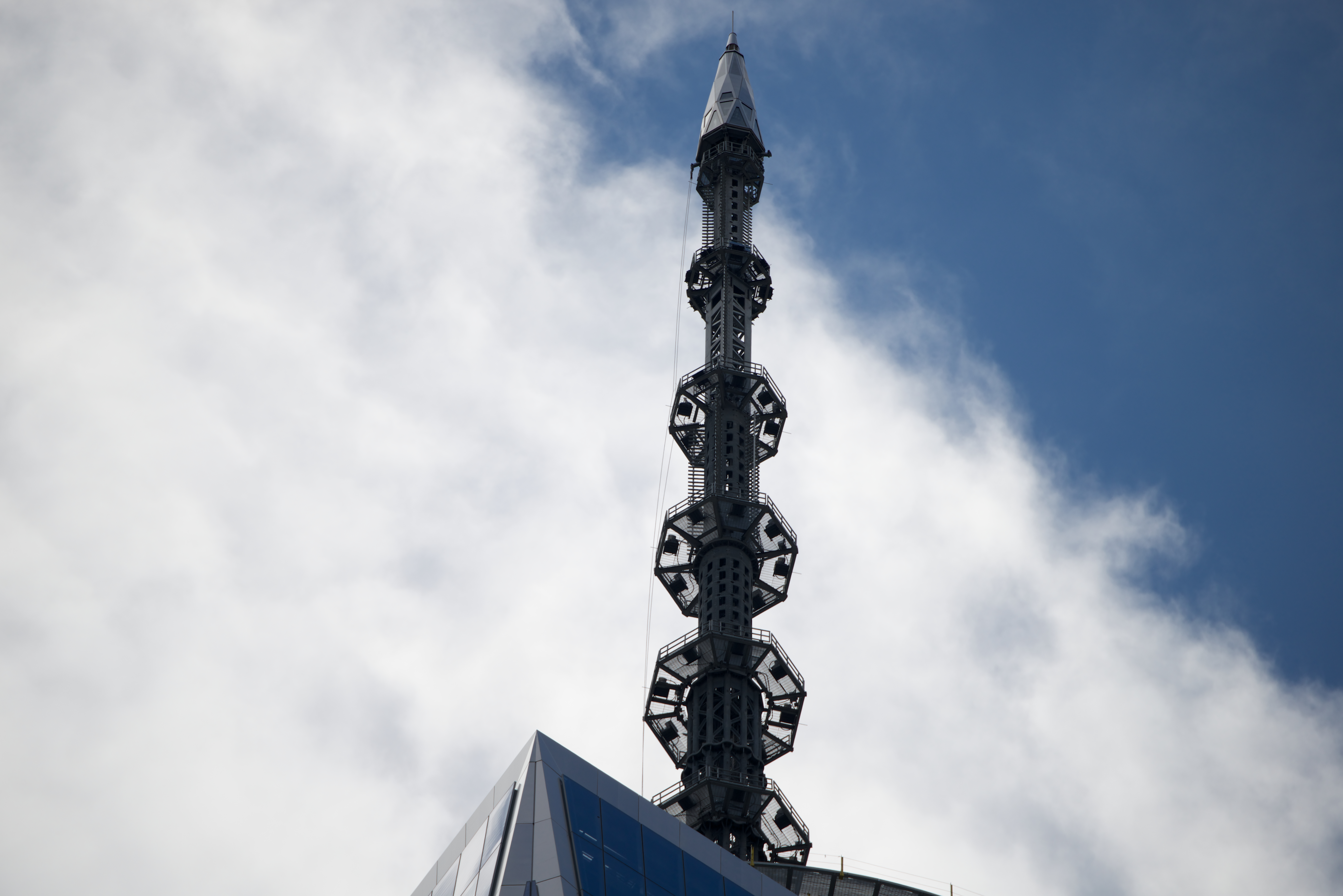
De spits (mei 2014)

Het One World Trade Center heeft de vorm van een kubus met daarbovenop een langgerekt vierzijdig antiprisma. Door deze vorm heeft het gebouw een vierkant grondplan en is het dak, dat eveneens vierkant is, 45 graden gedraaid ten opzichte van het grondplan. Afhankelijk van de kijkhoek toont het gebouw zich als een rechthoek of een hoog, gelijkbenig trapezium.
Het gebouw heeft een stalen skelet met betonnen vloeren en een betonnen kern. Om die constructie heen bevinden zich glasplaten. Halverwege het One World Trade Center bevinden zich belangrijke knooppunten van de stalen balken. Die knooppunten zijn tien keer zo zwaar als de andere stalen balken en spelen een belangrijke rol in de versteviging van het gebouw. Ook de vorm van het One World Trade Center helpt om het gebouw te stabiliseren: de vorm, die verandert naarmate het gebouw hoger reikt, minimaliseert namelijk vortexwinden, die het gebouw anders zouden kunnen laten vibreren of die de glasplaten uit de gevel zouden kunnen rukken. Om dat laatste te voorkomen lopen de glasplaten bovendien door van de grond tot het plafond van elke verdieping.
In de betonnen kern bevinden zich 73 liften en twee noodtrappen. Daarnaast bevinden zich in het gebouw elf roltrappen. Van de 73 liften gaan er tien liften naar het dak, namelijk de vijf serviceliften en de vijf liften van het observatorium. In de liften naar het observatorium wordt bij de weg omhoog een time-lapse van de geschiedenis van Manhattan getoond. Werknemers en klanten van in het gebouw gevestigde bedrijven die tot boven de 64e verdieping willen gaan, moeten op die verdieping overstappen naar een andere lift. Sommige liften in het One World Trade Center halen een topsnelheid van 36,6 km/h en behoren daarmee tot de snelste van de Verenigde Staten. Daardoor is het mogelijk de bovenste verdiepingen van het gebouw binnen één minuut te bereiken.

### Indeling
Beneden in het One World Trade Center bevindt zich een kelder met vijf verdiepingen. Die ondergrondse verdiepingen dienen als serviceruimte, opslagruimte voor huurders en winkelcentrum. Het winkelgedeelte loopt door tot aan de Transportation Hub, een metrostation. Direct boven de grond bevindt zich de 61 meter hoge basis met een betonnen gevel, waarin zich de 25 meter hoge lobby en negen verdiepingen met technische installaties bevinden. In de lobby bevindt zich een bijna 30 meter lange muurschildering, genaamd "ONE: Union of the Senses", gemaakt door kunstenaar José Parlá. Op grondniveau bevindt zich aan de zuidkant de hoofdingang, maar ook de andere drie zijden beschikken over een ingang. In de betonnen basis bevinden zich slechts enkele kleinere ramen en de gevel van de basis wordt omhuld door 4000 glaspanelen met een reflecterende laag. Eerst was het plan om de gevel met 2000 prismatische glaspanelen en gelaste aluminiumplaten te omhullen, maar dat plan werd in mei 2011 geschrapt, omdat het moeilijk was te realiseren.
Boven de betonnen basis beginnen de 71 verdiepingen met kantoren, doorlopend tot en met de 90e verdieping. Tussen de verdiepingen van de basis en de kantoren zijn in de nummering echter negen verdiepingen weggelaten, waardoor de kantoorruimte dus in werkelijkheid doorloopt tot de 81e verdieping. De kantoorruimte wordt gekenmerkt door open ruimtes rond de betonnen kern zonder de aanwezigheid van kolommen. Op de 64e verdieping bevindt zich de zogenaamde 'Sky Lobby'. Boven de kantoorruimte bevinden zich nog tien verdiepingen met technische installaties en daartussenin het drie verdiepingen tellende observatorium, dat de naam One World Observatory draagt. Tussen de verdiepingen met technische installaties en het observatorium zijn eveneens verdiepingen in de nummering weggelaten. Het observatorium bevindt zich net als bij de Twin Towers op 387 meter hoogte en beslaat de verdiepingen 100 tot en met 102. Het wordt verhuurd aan Legends Hospitality LLC en bevat een restaurant. Het is te betreden via vijf speciaal daarvoor gereserveerde liften.
Op het dak van het One World Trade Center bevindt zich een 124 meter hoge spits waarvan het onderste deel wordt omringd door een kroon. Aan die kroon zijn communicatie-instrumenten bevestigd. De stalen, uit achttien delen bestaande spits wordt niet bedekt door een omhulsel, hoewel dat oorspronkelijk wel de bedoeling was. Het omhulsel bleek in een windtunnel echter al bij normale windsnelheden hevig te vibreren. Om de vibraties van de spits nog verder te verminderen is de spits met kabels bevestigd aan de kroon. In de top van de spits bevindt zich onder andere een langzaam ronddraaiend baken, vergelijkbaar met dat van een vuurtoren, dat de letter "N" in morsecode uitzendt. Die "N" staat daarin voor New York City. Het baken omvat 288 ledlichtjes en is zichtbaar vanaf een afstand van maximaal 25 kilometer. Boven het baken bevinden zich nog meer ledlichtjes die niet zullen ronddraaien. De ledlichtjes boven in de spits kunnen worden bestuurd vanaf de grond en kunnen van kleur veranderen. Boven op de spits bevindt zich nog een vijf meter hoge bliksemafleider die niet bij de hoogte van het gebouw wordt meegerekend.

### Veiligheid
Het One World Trade Center staat bekend als een van de veiligste wolkenkrabbers ter wereld en is zo gebouwd om een aanslag als op 11 september 2001 te voorkomen en om de schade bij een dergelijke aanslag te minimaliseren. Het gebouw is daarnaast ook ontworpen om stormen en aardbevingen te overleven. Het One World Trade Center heeft een betonnen kern die bestaat uit extra sterk beton, dat minimaal 590 en maximaal 965 bar aan druk kan weerstaan. In New York werd nooit eerder beton gebruikt dat tegen een dergelijke druk bestand is. De wand van de kern heeft een dikte van tussen de 75 centimeter en de één meter. In de betonnen kern bevinden zich naast de liften en de noodtrappen ook de water- en elektriciteitsleidingen, zodat die goed beschermd zijn. Voor het geval dat de elektriciteit uitvalt, is er ook een noodgenerator aanwezig. Het One World Trade Center heeft in tegenstelling tot de meeste wolkenkrabbers twee noodtrappen in plaats van één noodtrap. Een van de twee noodtrappen is speciaal gemaakt voor brandweerlieden, zodat zij geen hinder ondervinden van naar beneden gaande werknemers, zoals dat het geval was tijdens de aanslagen op 11 september 2001. De andere noodtrap voor naar beneden gaand verkeer is extra breed en bevindt zich in een schacht die onder druk staat om te voorkomen dat als een deur wordt geopend de schacht volloopt met rook. Ook is er in de schacht een installatie om de lucht te verversen.
Naast de kern is ook de rest van het One World Trade Center extra stevig ontworpen. Zo is het glas dikker dan normaal, zodat het intact blijft in geval van een explosie, en bestaat de wand van de onderste 60 meter van het gebouw uit beton om zo een autobom tot 680 kilogram te kunnen overleven. Daarnaast is er voor de brandweer ook een communicatiesysteem aanwezig om contact te kunnen leggen met de kantoormensen en de managers van het gebouw. Om een aanslag met een autobom te voorkomen is het voor onbevoegde voertuigen verboden om een aantal omliggende straten binnen te rijden. Wel bevoegde voertuigen moeten dat bij de checkpoints rond het gebied kunnen aantonen en worden gecontroleerd op explosieven.

## Afmetingen

Diagram met vijf van de hoogste gebouwen van New York

De architectonische hoogte van het One World Trade Center bedraagt 541 meter. Daarmee is het One World Trade Center het op vijf na hoogste gebouw ter wereld; alleen de Lotte World Tower, het Ping An Finance Centre, de Abraj Al Bait-toren, de Shanghai Tower en de Burj Khalifa zijn hoger.
De hoogte van het One World Trade Center genereerde enige controverse. Sommigen zagen de 124 meter hoge stalen constructie op het dak als een spits, wat betekent dat het bij de hoogte wordt meegerekend. Anderen zagen het dan weer als een antenne, die niet bij de hoogte wordt meegerekend. Op 8 november 2013 besloot de "Height Committee", onderdeel van de Council on Tall Buildings and Urban Habitat, dat de stalen constructie een spits is en daarom wel meetelt. Als was besloten dat de stalen constructie toch een antenne was, werd de hoogte van het dak als architectonische hoogte genomen. Het dak bevindt zich net als bij de voormalige Twin Towers op 417 meter hoogte. Overigens bevindt de top van het One World Trade Center zich niet op 541, maar op 546 meter hoogte. Op de spits staat namelijk nog een bliksemafleider, die niet bij de architectonische hoogte wordt meegeteld.
Naast de hoogte tot het dak zijn ook de afmetingen van het grondplan soortgelijk aan die van de Twin Towers. Het grondplan van de Twin Towers mat 64 bij 64 meter en dat van het One World Trade Center meet 61 bij 61 meter. De vloeroppervlakte van de ruimte binnenin het het One World Trade Center bedraagt 325.279 vierkante meter, waarvan 240.000 vierkante meter wordt ingenomen door kantoorruimte.

## Huurders
Ruim 280.000 van de in totaal 325.000 vierkante meter van het One World Trade Center wordt in beslag genomen door kantoorruimte. Ondanks grote huurders als uitgever Condé Nast, had het gebouw eind 2016 een leegstand van circa 25 procent. De prijs van de kantoorruimte in het One World Trade Center varieert; zo kost een vierkante meter onder de Sky Lobby, gevestigd op de 64e verdieping, een kleine $ 810 per jaar en een vierkante meter boven die verdieping tussen de $ 860 en de $ 970. Om meer huurders aan te trekken werd in mei 2014 de prijs voor vierkante meters onder de Sky Lobby verlaagd naar iets meer dan $ 740. Om potentiële huurders de mogelijkheden te laten zien, is de 63e verdieping sinds eind 2013 ingericht als marketingcentrum van The Durst Organization. The Durst Organization schakelde Cushman & Wakefield in om huurders te vinden.
Het eerste bedrijf dat een huurcontract met The Durst Organization sloot was China Center New York LLC, een divisie van het Chinese Vantone Industrial, in begin 2009. Het bedrijf huurt bijna 20.000 m² op de verdiepingen 64-69. In mei 2011, ruim twee jaar na het contract met China Center, werd uitgever Condé Nast het tweede bedrijf dat een contract sloot. De kantoorruimte van 110.000 m² dient als het hoofdkantoor van dat bedrijf. Naast commerciële bedrijven sloot in 2012 ook de administratietak van de federale overheid van de Verenigde Staten, de General Services Administration (GSA), een huurcontract. De zes verdiepingen worden gebruikt als het regionale hoofdkantoor van de Army Corps of Engineers, als een regionaal kantoor van de Customs and Border Protection en als het regionale hoofdkantoor van de GSA zelf. Tot de opening in 2014 werden nog vijf kleinere huurcontracten gesloten waaronder één met reclamebureau KiDS Creative. Dat bedrijf betaalt ruim $ 970 per jaar per vierkante meter en het is daarmee de duurste deal ooit gesloten in Lower Manhattan. Op 3 november 2014 was Condé Nast het eerste bedrijf dat zijn kantoor in het One World Trade Center opende. Na de opening sloten nog rond de twintig bedrijven een huurcontract.
Naast kantoren wordt er in het One World Trade Center ook winkelruimte verhuurd. In februari 2012 richtten de Port Authority en de Westfield Group een joint venture op voor de ontwikkeling van winkels en horeca in het gehele WTC-complex. In het complex zou ruim 40.000 m² aan winkels en horeca komen, maar het overgrote deel daarvan zou zich buiten het One World Trade Center bevinden. Ook het observatorium en de spits van het gebouw worden verhuurd. Rond de spits bevinden zich antennes van de televisiezenders CBS, WNBC, WNJU en PBS. Ringen op het dak huisvesten de aanverwante apparatuur. De overige zendapparatuur is gesitueerd op de 90e verdieping van het gebouw.

### Overzicht
| Bedrijf                          | Verdieping(en)  | Oppervlakte | Deal gesloten       | Opmerking(en)                                                   | Referentie(s)        |
| -------------------------------- | --------------- | ----------- | ------------------- | --------------------------------------------------------------- | -------------------- |
| Condé Nast Publications          | 20 t/m 44 (25)  | 111.480 m²  | mei 2011            | Hoofdkantoor                                                    | [ 56 ] [ 57 ]        |
| Cushman & Wakefield              | 45 (1)          | 950 m²      | september 2014      |                                                                 | [ 46 ]               |
| Legends Hospitality              | 45 (1)          | 442 m²      | juni 2014           |                                                                 | [ 58 ]               |
| Symphony Communication           | 45 (1)          | 800 m²      | lente 2015          |                                                                 | [ 53 ]               |
| Town Square Trading              | 45 (1)          | 325 m²      | herfst 2015         |                                                                 | [ 59 ]               |
| BMB Group                        | 46 (1)          | 200 m²      | juni 2014           |                                                                 | [ 46 ] [ 60 ]        |
| C12 Capital Management           | 46 (1)          | 320 m²      | november 2014       |                                                                 | [ 50 ]               |
| ITI Data                         | 46 (1)          | 237 m²      | november 2014       |                                                                 | [ 50 ] [ 61 ]        |
| Kensho Technologies              | 46 (1)          | 700 m²      | februari/maart 2016 |                                                                 | [ 61 ]               |
| Piano Media                      | 46 (1)          | 459 m²      | maart 2015          |                                                                 | [ 51 ]               |
| Westfield Corporation            | 46 (1)          | 1.160 m²    | oktober 2014        |                                                                 | [ 50 ]               |
| Decryptex Financial Laboratories | 47 (1)          | 386 m²      | herfst 2015         |                                                                 | [ 59 ]               |
| Olam Americas                    | 47 (1)          | 506 m²      | lente 2015          |                                                                 | [ 53 ]               |
| Progenics Pharmaceuticals        | 47 (1)          | 2.460 m²    | januari 2016        |                                                                 | [ 62 ]               |
| Amerikaanse overheid             | 50 t/m 55 (6)   | 25.360 m²   | juli 2012           |                                                                 | [ 47 ] [ 63 ]        |
| Moody's                          | 56 en 57 (2)    | 7.000 m²    | september 2015      |                                                                 | [ 52 ]               |
| High 5 Games                     | 58 en 59 (2)    | 8.080 m²    | november 2014       |                                                                 | [ 64 ]               |
| xAd                              | 60 en 61 (2)    | 8.035 m²    | november 2014       |                                                                 | [ 65 ] [ 66 ]        |
| Stagwell Group                   | 62 en 63 (2)    | 7.800 m²    | juli 2017           |                                                                 | [ 67 ]               |
| sky lobby (publieke ruimte)      | 64 (1)          | ? m²        |                     |                                                                 |                      |
| DAZN Group                       | 71 en 72 (2)    | 4.707 m²    | oktober 2018        |                                                                 | [ 68 ]               |
| BounceX                          | 74 en 75 (2)    | 7.350 m²    | oktober 2018        |                                                                 | [ 69 ]               |
| Ameriprise Financial             | 78 (1)          | 3.503 m²    | juni 2016           |                                                                 | [ 70 ]               |
| Infosys                          | 79 (1)          | 1.225 m²    | augustus 2016       |                                                                 | [ 71 ]               |
| Mic                              | 82 (1)          | 3.350 m²    | 18 maart 2016       |                                                                 | [ 72 ]               |
| Global Risk Advisors             | 83 (1)          | 650 m²      | februari/maart 2016 |                                                                 | [ 61 ]               |
| ITI Data                         | 83 (1)          | 425 m²      | februari/maart 2016 |                                                                 | [ 61 ]               |
| Juno Labs                        | 84 (1)          | 900 m²      | december 2015       |                                                                 | [ 73 ]               |
| SHVO                             | 84 (1)          | 1.100 m²    | december 2015       |                                                                 | [ 73 ]               |
| ValueWorks                       | 84 (1)          | 275 m²      | herfst 2015         |                                                                 | [ 59 ]               |
| Servcorp                         | 85 (1)          | 3.230 m²    | augustus 2014       | Verhuurt kantoren door aan andere bedrijven                     | [ 74 ]               |
| KiDS Creative                    | 87 (1)          | 3.230 m²    | mei 2014            |                                                                 | [ 75 ]               |
| China Center                     | 89 (1)          | 3.250 m²    | maart 2009          | Huurde tot september 2015 de verdiepingen 64 t/m 69 (18.830 m²) | [ 56 ] [ 63 ] [ 76 ] |
| Legends Hospitality              | 100 t/m 102 (3) | 11.000 m²   | maart 2013          | Observatorium                                                   | [ 36 ]               |

### Voormalige huurders
| Bedrijf            | Verdieping(en) | Oppervlakte | Deal gesloten | Vertrek uit 1 WTC | Opmerking(en)     | Referentie(s) |
| ------------------ | -------------- | ----------- | ------------- | ----------------- | ----------------- | ------------- |
| Casablanca Capital | 46 (1)         | 231 m²      | maart 2015    | lente 2016        | Bedrijf opgeheven | [ 51 ] [ 77 ] |